# Parepierus amandus
Parepierus amandus är en skalbaggsart som först beskrevs av Schmidt 1892.  Parepierus amandus ingår i släktet Parepierus och familjen stumpbaggar. Inga underarter finns listade i Catalogue of Life.